# 全國助殘日
全国助残日，简称助残日，是中华人民共和国残疾人节日。1991年5月，依据《中华人民共和国残疾人保障法》开始实施，该法规定每年五月的第三个星期日为“全国助残日”。“全国助残日”依照每年活动主题，在残疾人中开展各种形式与内容助残活动。根据中国残联发布的资料，开展活动的方法、形式与内容有：
- 依靠政府，组织政界要人在“助残日”参加走访慰问残疾人家庭的“送温暖”活动，发挥他们的榜样力量，带头扶残助残；
- 动员社会各界与更多的残疾人“帮扶结对”，走进残疾人家庭，为他们排忧解难，并提供家政、医疗康复、职业培训、家教辅导等切实有效的服务；
- 建立 、健全基层志愿者助残联络站和残疾人服务社（站），形成服务网络，发挥职能作用；
- 基层组织与残疾人密切相关的部门和窗口服务行业，设立助残服务岗，逐步形成助残服务网络，提供各种无障碍服务，残疾人优先落到实处；
- 把志愿者助残活动纳入社区服务总体工作，倡导邻里互助，实行分片包乾，社区单位与残疾人签定“助残协议书”，“一帮一、结对子”，落实责任，帮扶到户；
- 农村以帮助残疾人脱贫致富为重点，解决生活困难，传授生产科技知识，帮农、帮牧、帮副；
- 在残疾人中倡导互助并采用多种形式鼓励残疾人利用自己的一技之长为社会提供志愿者服务，在助残日期间组织残疾人上街为群众义务服务，回报社会。

## 历年主题
1. 1991年 宣传《残疾人保障法》
2. 1992年 走进每个残疾人家庭
3. 1993年 扶助共进
4. 1994年 我们同行——为远南残疾人运动会献爱心
5. 1995年 一助一，送温暖
6. 1996年 预防残疾，增进健康
7. 1997年 助残与自强
8. 1998年 扶贫解困
9. 1999年 无障碍与视觉第一
10. 2000年 志愿者助残
11. 2001年 宣传贯彻保障法，携手迈入新世纪
12. 2002年 关注基层残疾人工作，保障残疾人基本生活
13. 2003年 发展残疾人事业，共同奔赴小康
14. 2004年 情系我的兄弟姐妹，帮扶贫困残疾人
15. 2005年 平等共享，促进残疾人就业
16. 2006年 真实的了解，真挚的关爱
17. 2007年 保障残疾人的权益，共建和谐社会
18. 2008年 牵手残疾人，走进残奥会
19. 2009年 关爱残疾孩子发展特殊教育
20. 2010年 关爱帮扶农村贫困残疾人
21. 2011年 改善残疾人民生，保障残疾人权益
22. 2012年 加强残疾人文化服务，保障残疾人文化权益
23. 2013年 帮扶贫困残疾人
24. 2014年 关心帮助残疾人，实现美好中国梦
25. 2015年 關注孤獨症兒童，走向美好未來
26. 2016年 关爱孤残儿童，让爱洒满人间
27. 2017年 推进残疾预防，健康成就小康
28. 2018年 全面建成小康社会，残疾人一个也不能少
29. 2019年 自强脱贫，助残共享
30. 2020年 助残脱贫、决胜小康
31. 2021年 巩固残疾人脱贫成果，提高残疾人生活质量
32. 2022年 待公佈